# Reichskommissariat Ostland
Reichskommissariat Ostland var det tyske navn for det nazistiske administrative område, der omfattede de østlige territorier, som Det tredje rige havde besat under 2. verdenskrig. Ostland var navnet for de tyskbesatte områder i de baltiske lande (Estland, Letland and Litauen), den østlige del af Polen samt vestlige dele af Hviderusland, Ukraine og Rusland. Reichskommissariat Ostland blev oprettet i 1941 og nedlagt i 1944 og havde Riga som administrativt centrum.
56°N 26°Ø / 56°N 26°Ø